# Antechinus bellus
Antechinus bellus là một loài động vật có vú trong họ Dasyuridae, bộ Dasyuromorphia. Loài này được Thomas mô tả năm 1904.